# Diplycosia setiloba
Diplycosia setiloba är en ljungväxtart som beskrevs av Herman Otto Sleumer. Diplycosia setiloba ingår i släktet Diplycosia och familjen ljungväxter. Inga underarter finns listade i Catalogue of Life.